# 循環形式
循環形式（じゅんかんけいしき）は、多楽章曲中の2つ以上の楽章で、共通の主題、旋律、或いはその他の主題的要素を登場させることにより楽曲全体の統一を図る手法である。ブラームスの「交響曲第3番」のように、共通主題が楽曲の始めと終わりに出現する場合や、ベルリオーズの「幻想交響曲」のように、楽曲中のあらゆるパッセージで共通主題が姿形を変えながら出現する場合などがある。

## 歴史的事例
この手法は、音楽史全般を通じて随所で確認することが出来る。単旋律歌の有名な一部分が定旋律として楽曲の各章に組み込まれる、ルネサンス期の循環ミサは、多楽章形式にこの統一原理を用いた初期の例である。17世紀の器楽曲にも現れ、例えばシャイトの舞踏組曲では、各楽章において1つの基礎低音が繰り返し登場する。各楽章の長さが十分に短く、楽曲全体が各楽章の複合物と言うよりむしろ単一体として捉えられる場合、循環形式と変奏曲形式の境界は不明瞭となる。
主として、この用語は19世紀以降に用いられた。特に有名な例にベルリオーズの「幻想交響曲」、リストの膨大な作品群（「前奏曲」など）、サン＝サーンスの「交響曲第3番」、フランクの「交響曲ニ短調」、などがある。19世紀末までに循環形式は非常に一般的な構造原理となったが、その最も大きな理由に、多楽章曲の長さと複雑さの肥大化が、単なる各楽章の調性関係よりも楽曲全体の統一手段を強く必要としたことが挙げられる。

## 展開と周辺
非常に単純な断片的旋律を多用したベートーヴェンの音楽のように、類似性が不鮮明な場合において循環形式は議論の対象になりやすい。ベートーヴェンの「ハ短調交響曲」の第3楽章に出現する3連符が循環形式の一例であるかどうかに関する議論は、肯定派と否定派の両方に多数の支持者を呼んでいる。
前述の幻想交響曲の場合は、共通の主題が特定の人物を表しており、このような場合にベルリオーズはイデー・フィクス（固定楽想）と呼んだ。これがワーグナーにいたってライトモティーフ（示導動機）へと発展する。
現代日本でも音声を主とする媒体（ラジオ放送）で頻繁に応用される。NHKラジオ第1放送の「ラジオ深夜便」では冒頭の伸びやかな主題が違う放送内容をはさむごとに一定の変奏を加えており、聴取者に夜間6時間弱という長時間放送を意識させている。また商業音楽でいうクレジットもこれの応用である。